# Alcimo
Alcimo (en latín Alcimus, del griego Alkimos « valiente », o del hebreo Eliaqim, « Dios se levantará »), fue un Sumo sacerdote de Israel durante tres años, de 162 a. C. a 159 a. C. durante la Revuelta de los Macabeos.
Era descendiente de Aarón, sin ser de la línea de los sumos sacerdotes que ocuparon la función en la época persa, y al principio de la época helenística. Según Flavio Josefo, no era de la casa de Onias, pero era sacerdote, ciertamente. Genèse Rabba le presenta como sobrino de Rabbi Yosé ben Yoezer, el cual era de la familia sacerdotal.
Después de la ejecución del sumo sacerdote Menelao en Beroé en 162 a. C., Alcimo recibe la función de sumo sacerdote de Antíoco V Eupátor. Pertenecía al partido helenizado (a favor de los séleucides), y opuesto al de los Macabeos, pero los estudiosos reconocieron en él a un judío auténtico, no asimilado por el mundo griego. Primeramente fue recibido favorablemente por los judíos, debido a su ascendencia aaronida, pero se hizo aborrecer por sus crueldades. 
Cuando Demetrio I Sóter se evade de Roma y toma el poder en lugar de Antíoco V Eupátor, Alcimo toma partido por él, recibiendo entonces el apoyo de Báquides, gobernador de Siria.
En 161 a. C., Alcimo, ya destituido, se dirige a Demetrio, quien envía un ejército a Jerusalén dirigida por Báquides para restaurarle en su función de sumo sacerdote. 
Durante el invierno de 161 a. C./160 a. C., Báquides nombra a Alcimo gobernador de la provincia de Judea y regresa a Antioquía. El régimen de terror instaurado por Alcimo conduce a una reanudación de la guerra civil. Simón Macabeo aprovecha la salida de Báquides para atacar. Derrota a Alcimo, y le fuerza a fugarse a Siria. Allí, convence a Demetrio de levantar un nuevo ejército conducido por Nicanor, que es vencido por las fuerzas de Simón en la batalla de Hadassah, cerca de Beït-Horon. Durante esta batalla, Nicanor resulta muerto. Un tercer ejército, nuevamente bajo el mando de Báquides, es enviado y Alcimo es restablecido, asegurado esta vez por una importante guarnición. No obstante, no disfruta mucho tiempo de su triunfo, y muere de una parálisis al mes de Iyar en 159 a. C..
Después de él, la función de sumo sacerdote quedó mucho tiempo vacante. La ausencia de sumo sacerdote para este periodo hace sin embargo suponer a ciertos críticos que la plaza fue ocupada por el Maestro de justicia, fundador del movimiento del Yahad — a menudo identificado a los esenios — de los que se habla en una treintena de los Manuscritos del Mar Muerto. No hay sin embargo ningún consenso al respecto.